# Gordon Benson
Gordon Benson (Halifax, 12 de mayo de 1994) es un deportista británico que compite en triatlón.
Ganó una medalla de bronce en el Campeonato Mundial de Triatlón por Relevos Mixtos de 2015, una medalla de oro en el Campeonato Europeo de Triatlón de Velocidad de 2019 y una medalla de oro en el Campeonato Europeo de Triatlón de 2021. Participó en los Juegos Europeos de Bakú 2015, obteniendo la medalla de oro en la prueba masculina individual.

## Palmarés internacional
| Campeonato Mundial por Relevos Mixtos | Campeonato Mundial por Relevos Mixtos | Campeonato Mundial por Relevos Mixtos | Campeonato Mundial por Relevos Mixtos |
| Año                                   | Lugar                                 | Medalla                               | Prueba                                |
| ------------------------------------- | ------------------------------------- | ------------------------------------- | ------------------------------------- |
| 2015                                  | Hamburgo (Alemania)                   | Medalla de bronce                     | Relevo mixto                          |
| Juegos Europeos                       |                                       |                                       |                                       |
| Año                                   | Lugar                                 | Medalla                               | Prueba                                |
| 2015                                  | Bakú (Azerbaiyán)                     | Medalla de oro                        | Individual                            |
| Campeonato Europeo                    |                                       |                                       |                                       |
| Año                                   | Lugar                                 | Medalla                               | Prueba                                |
| 2021                                  | Kitzbühel (Austria)                   | Medalla de oro                        | Relevo mixto                          |

| Campeonato Europeo | Campeonato Europeo | Campeonato Europeo | Campeonato Europeo |
| Año                | Lugar              | Medalla            | Prueba             |
| ------------------ | ------------------ | ------------------ | ------------------ |
| 2019               | Kazán (Rusia)      | Medalla de oro     | Individual         |